# ハチェット牧場の対決
『ハチェット牧場の対決』（ハチェットぼくじょうのたいけつ、Ride the Man Down）は、1952年のアメリカ合衆国の西部劇映画。
監督ジョセフ・ケイン。脚本メアリー・C・マッコル・JR。出演ブライアン・ドンレヴィ、ロッド・キャメロン、エラ・レインズ、フォレスト・タッカー、バーバラ・ブリトン、チル・ウィルス、J・キャロル・ネイシュ。
映画は1952年11月25日リパブリック・ピクチャーズによって公開された。

## キャスト
| 役名             | 俳優                   | 日本語吹替                                     |
| 役名             | 俳優                   | 日本テレビ版                                   |
| ---------------- | ---------------------- | ---------------------------------------------- |
| バイド           | ブライアン・ドンレヴィ | 大木民夫                                       |
| ウィル           | ロッド・キャメロン     | 若山弦蔵                                       |
| セリア           | エラ・レインズ         | 来宮良子                                       |
| サム             | フォレスト・タッカー   | 宮部昭夫                                       |
| ロテイ           | バーバラ・ブリトン     | 森ひろ子                                       |
| マイク           | チル・ウィルス         | 渥美国泰                                       |
| 保安官           | J・キャロル・ネイシュ  | 槐柳二                                         |
| レッド           | ジム・デイヴィス       | 林昭夫                                         |
| プリースト       | テイラー・ホームズ     | 田村錦人                                       |
| ジョンズ         | ジェームズ・ベル       | 松村彦次郎                                     |
| カバナー         | ポール・フィックス     | 八奈見乗児                                     |
| メル(少年)       | アル・カウデベック     | 野島昭生                                       |
| ジム(少年)       | ロイドン・クラーク     | 宗近晴見                                       |
| シュルツ         | ロイ・バークロフト     | 水島晋                                         |
| ギャリスン       | ダグラス・ケネディ     | 諏訪孝二                                       |
| アメリア         | クレア・カールトン     | 京千英子                                       |
| 駅員             |                        | 仙波和之                                       |
| コック           |                        | 松岡文雄                                       |
| ウェス           |                        | 二見忠男                                       |
| 日本語版スタッフ |                        |                                                |
| 演出             | 演出                   | 好川純                                         |
| 翻訳             | 翻訳                   | 村上博基                                       |
| 調整             |                        |                                                |
| 効果             | 効果                   | 小松プロダクション                             |
| 制作             | 制作                   | 東北社                                         |
| 解説             |                        |                                                |
| 初回放送         | 初回放送               | 1963年4月14日 『日曜ロードショー』 20:00-21:26 |